# Frank Ådahl
Frank Johan Ådahl, född 15 juli 1960 i Kronoby i Österbotten i Finland, är en svensk musiker.
Han är son till Albin Arnold och Helga Linnéa Ådahl.
Han var medlem i det kristna bandet Edin-Ådahl, som han grundade tillsammans med sin äldre bror Simon samt bröderna Bertil och Lasse Edin. Gruppen grundades 1978, och spelade in åtta skivor fram till sin upplösning 1992. Edin-Ådahl vann Melodifestivalen 1990 med låten Som en vind. Frank Ådahl ställde även upp 1996 ensam med låten Tårar från himlen. Han skrev låten Kärleken finns överallt till sångerskan Helena Eriksson till 1998 års melodifestival.
Frank Ådahl kan man dessutom höra i dubbade tecknade filmer. Bland annat har han gjort rösten till vuxna lejonet Simba i Lejonkungen och elefanten Mumfie.
Ådahl är idag bosatt i Bonässund utanför Örnsköldsvik. Han är gift med Carina Ådahl och tillsammans har de tre barn.

## Diskografi
- 2003 "Roots" (album), med brodern Simon under namnet Ådahl
- 2006 "Dags att Leva" (EP) som Ådahl
- 2008 "Det friska vattnet" (EP) som Ådahl
- 2008 "Helt Enkelt" som Frank Ådahl